# Титков, Николай Иосафович
Никола́й Иоса́фович Титков (8 февраля 1904, Баку — 28 февраля 1987, Москва) — советский экономист, профессор, доктор экономических наук, лауреат Сталинской премии (1946). Специалист в области нефтяной промышленности.

## Биография
- 1904 — 8 февраля в г. Баку в семье рабочего-нефтяника родился Николай Иосафович Титков.
- 1911—1916 — Учёба в школе (1911—1914) и в Бакинском высшем начальном училище (1914—1916).
- 1916—1918 — Ученик слесаря в механических мастерских.
- 1918—1920 — Переезд с семьей из г. Баку вс. ПановоАрзамасского уезда Нижегородской губернии. Рабочий в лесничестве.
- 1920—1923 — Учёба на рабфаке в г. Арзамасе.
- 1923—1930 — Учёба в Московской горной академии. Вступление в члены ВКП(б) (1927); стажер в Государственном исследовательском нефтяном институте (ГИНИ).
- 1930—1932 — декан промыслово-механического факультета Московского нефтяного института им. И. М. Губкина; заместитель директора МИИ (1931—1932); аспирант кафедры нефтепромысловой механики.
- 1932—1933 — директор Нефтяного института в г. Грозном. 1933—1934 И. о. директора МНИ им. И. М. Губкина.
- 1934—1937 — Уполномоченный Главнефти при Амторге (США).
- 1937—1939 — Начальник отдела капитального строительства Главнефти, декан нефтепромыслового факультета МИИ им. И. М. Губкина и доцент кафедры бурения (по совместительству).
- 1939—1944 — Начальник технического отдела треста «Башнефть»; директор конторы бурения, главный инженер треста «Башнефть» (г. Ишимбай); главный инженер Башнефтекомбината (г. Уфа).
- 1944—1951 — Начальник группы и отдела нефтяной промышленности Совнаркома СССР; педагогическая работа в МИИ им. И. М. Губкина (по совместительству); Присвоение звания лауреата Государственной премии СССР (1946). Защита диссертации на соискание ученой степени доктора экономических наук (1948).
- 1951—1958 — директор Института нефти АН СССР; педагогическая работа в МИИ им. И. М. Губкина (по совместительству).
- 1958—1966 — Заместитель директора Института геологии и разработки горючих ископаемых (ИГиРГИ); утвержден в ученом звании профессора по кафедре бурения (1958); присвоение звания «Заслуженный деятель науки и техники РСФСР» (1964).
- 1966—1975 — Заместитель директора по научной работе Всесоюзного научно-исследовательского института буровой техники (ВНИИБТ); профессор МИНХиГП им. И. М. Губкина. Присвоение звания «Почетный нефтяник» (1974).
- 1975—1986 — Старший научный сотрудник — консультант лаборатории крепления скважин ВНИИБТ.
- 1986—1987 — Пенсионер.
- 28 февраля 1987 — Николай Иосафович Титков скончался, похоронен на Даниловском кладбище в Москве.

## Научная и общественная деятельность
Автор более 145 опубликованных научных работ, в том числе 1 учебника, 16 монографий; 22 изобретений.
Среди монографий:
«Электрохимический метод закрепления неустойчивых горных пород» (1959)
«Изоляция поглощающих горизонтов при бурении скважин» (1960)
«Разобщение пластов в нефтяных и газовых скважинах» (1973) и др.
Подготовил 60 кандидатов наук.
Депутат Ишимбайского городского совета (1941—1944), Московского городского совета (1953);
Член бюро научного совета Государственного Комитета Совета Министров СССР по науке и технике;
заместитель председателя Центрального правления НТО нефтяной и газовой промышленности, председатель Московского правления этого общества;
член редколлегии журнала «Нефтяное хозяйство»;
член Ученых советов МНИ им. И. М. Губкина и ряда научно-исследовательских институтов по защитам диссертаций.

## Ученые степени и звания
- доктор экономических наук (1948)
- профессор (1958).

## Награды
- Лауреат Государственной премии СССР — за разработку и внедрение в производство комплексного метода обработки нефтяных скважин, обеспечивающего значительное увеличение добычи нефти (1944)
- Заслуженный деятель науки и техники РСФСР (1964)
- Награждён орденом Октябрьской Революции, четырьмя орденами Трудового Красного Знамени, медалями.
- Почётный нефтяник (1974)